# دادگاه‌ها در اتریش
برطبق قانون اساسی، قوه قضائیه در اتریش از استقلال کامل برخوردار است تا بتواند عدالت اجتماعی را اجراء کند. آزادی عمل قضاوت را قانون اساسی تعیین می‌کند. مطابق قانون هر یک از قضات استقلال رأی و عمل دارند و هیچ‌یک از آنها را نمی‌توان برکنار نمود. انتخاب قضات نیز برطبق روش خاصی، توسط شورای عالی قضائی انجام می‌گیرد. مردم نیز با توجه به شرکت در هیئت منصفه در شیوه قضاوت نظارت و دخالت دارند. هیئت منصفه فقط در مورد جرایم مهم تشکیل می‌شود و اعضاء هیئت با قضات دادگاه مشترکاً تصمیم می‌گیرند. آراء صادره قابل فرجام‌خواهی بوده و تا زمانی که آخرین مرحله دادرسی طی نگردد، رأی صادره به اجراء در نمی‌آید. آخرین مرجع رسیدگی شورای عالی قضایی است.